# Eugenio Montejo
Eugenio Montejo, (n. 18 noiembrie 1938, Caracas – d. 6 iunie 2008, Valencia) a fost unul din cei mai semnificativi poeți venezueleni.

## Lucrări
- Elegos (1967)
- Muerte y memoria (1972)
- Algunas palabras (1977)
- Terredad (1978)
- Trópico absoluto (1982)
- Alfabeto del mundo (1986)
- Adiós al Siglo XX (1992, 1997)
- Chamario (2003)